# Ibn Faraj al-Jayyani
Abū ʿUmar Aḥmad ibn Muḥammad b. Faraj al-Jayyānī, (in arabo ﺍﺑﻮ ﻋﻤﺮ ﺍﺣﻤﺪ ﺑﻦ ﻣﺤﻤﺪ ﺍﻟﺠﻴﺎﻧﻲ‎?) (fl. X secolo), è stato un poeta e storico arabo di al-Andalus attivo nella corte califfale di al-Ḥakam II al-Mustanṣir (961-976).

## Biografia
Secondo la Jadhwat al-muqtabis (L'ardore del tizzone) di Abū ʿAbd Allāh Muḥammad al-Ḥumaydī (1029-1095), la sua indole graffiante lo indusse a comporre un'opera satirica riguardante il califfo che, per tutta risposta, lo fece incarcerare per il resto della sua vita.
In prigione, Ibn Faraj al-Jayyānī seguitò peraltro a comporre poesie e l'apprezzata antologia del Kitāb al-ḥadāʾiq (Libro dei giardini), sui poeti di al-Andalus, in aperta competizione ideale con la celebre antologia dei poeti del Mashreq, la al-Zahra di Ibn Dāwūd al-Iṣfahānī.
In carcere compose anche l'opera storica del Kitāb al-muntazīn wa l-qāʾimīn bi-l-Andalus wa akhbāruhum (Libro sugli insorti e i ribelli di al-Andalus e sulle notizie che li riguardano), che non è giunta però fino ai nostri tempi.